# Caraipa minor
Caraipa minor är en tvåhjärtbladig växtart som beskrevs av Huber. Caraipa minor ingår i släktet Caraipa och familjen Calophyllaceae. Inga underarter finns listade i Catalogue of Life.